# Nibelungenlied
Nibelungenlied eller Vølsungesagnet er et heltekvad om burgundernes nederlag til romersk-hunniske styrker i slaget ved Worms. Det er videregivet mundtligt og blev nedskrevet på mellemhøjtysk i det 13. århundrede. Titlen stammer fra den afsluttende linje: Hie hât daz mære ein ende: daz ist der Nibelunge liet (= "Her har fortællingen en ende: det er kvadet om Nibelungerne").
Den historiske kerne er ødelæggelsen af burgunderriget omkring Worms, fremkaldt af den romerske hærfører Aëtius og hans hunniske hjælpetropper i 436. Formentligt er striden ved de merovingiske hoffer mellem Brunichilde (= Brynhilde) og Fredegunde (= Fredegund) efter 575 blevet blandet ind i fortællingen sammen med en beretning om Attilas bryllup med den germanske fyrstedatter Ildikó i 453.

## Forfatter
Forfatteren til kvadet bliver ikke nævnt i teksten, hvad der stemmer godt med den mundtlige overlevering (altiu mære = gamle fortællinger). Derfor ved vi ikke, om der er tale om en redaktørs arbejde, et stykke originalkunst af en eller flere skjalde, der har nedskrevet kvadet.
Den skrevne version kan tidsfæstes af politiske strukturer og digtning: Kvadet er antagelig nedskrevet mellem 1180 og 1210, altså midt i den middelhøjtyske litteraturs blomstringsperiode. Lokalkendskab, overvægt af tradition fra det bayersk-østrigske område og en påfaldende fremhævelse af biskoppen af Passau peger på Passau som tilblivelsessted. Meget tyder på, at digtet er nedskrevet hos Wolfger af Erla, mæcen og biskop af Passau (1191-1204). De fleste går ud fra, at forfatteren til Nibelungenlied var en litterær gejstlig, der var knyttet til bispehoffet i Passau, og at læserne først og fremmest var adelige i gejstlig eller verdslig tjeneste ved hoffer dér.

## Wagners brug af kvadet
Komponisten Richard Wagner brugte kvadet som grundlag for sit store operaværk Ring des Nibelungen. Han digtede videre på middelalderteksten, og operakredsen fik næsten karakter af et tysk "nationalepos", og under Hitlertiden blev Wagners musik og digtet fremhævet som eksempler på ægte tysk kultur.

## Eksterne links
- Wikimedia Commons har flere filer relateret til Nibelungenlied
- Nibelungenhåndskrift C i digital form
- Håndskrift A, B og C på middelhøjtysk
- Talrige links til kvadet og litteraturen om det Arkiveret 27. februar 2009 hos  Wayback Machine